# Остров (Николо-Раменское сельское поселение)
Остров — деревня в Череповецком районе Вологодской области.
Входит в состав Николо-Раменского сельского поселения, с точки зрения административно-территориального деления — в Николо-Раменский сельсовет.
Расстояние по автодороге до районного центра Череповца — 98 км, до центра муниципального образования Николо-Раменья — 18 км. Ближайшие населённые пункты — Сокольники, Браславль, Заречье.
По переписи 2002 года население — 10 человек.